# El Masnou
El Masnou és una vila i municipi de la comarca del Maresme.

## Geografia
- Llista de topònims del Masnou (Orografia: muntanyes, serres, collades, indrets..; hidrografia: rius, fonts...; edificis: cases, masies, esglésies, etc).

Està situat a la costa, entre Montgat i Premià de Mar. Té un relleu molt accidentat, a causa de la proximitat de la Serralada Litoral.

## Història

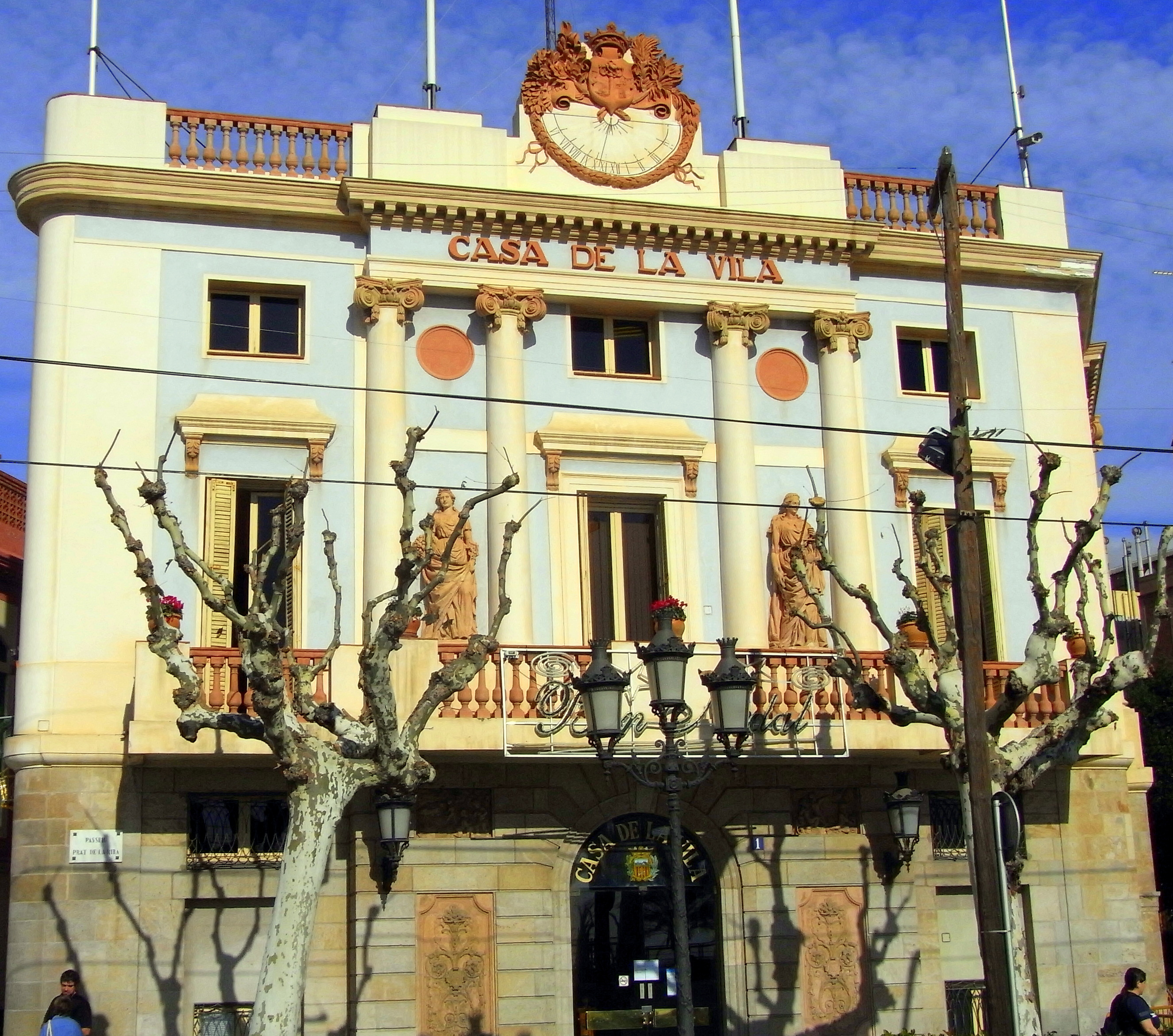
Façana de la Casa de la Vila del Masnou

L'actual terme municipal del Masnou va pertànyer antigament a Sant Feliu d'Alella i a Sant Martí de Teià, pobles de l'entorn relativament allunyats del mar per protegir-se dels atacs dels pirates. La seva població vivia de l'agricultura i la pesca, i, a la platja, s'hi van establir les comunitats de pescadors.
Amb el pas del temps es van construir masos fortificats a la vora del mar i, a partir de 1812, amb la proclamació de la Constitució Liberal, la vila va elegir alcalde. No obstant això, la segregació i independència del Masnou respecte de Teià no es produí fins al 1825.
El nou municipi va incorporar el barri d'Ocata. Aquest barri disposa d'un baixador propi a la línia ferroviària de Barcelona a Mataró. A la platja d'Ocata, junt a la riera de Teià, acaba el meridià verd. Una placa amb la inscripció «en aquest punt de Catalunya acaba el meridià verd que comença a Dunkerque» recorda aquest fet. Posteriorment (1846) el municipi va incorporar també el barri d'Alella de Mar, també anomenat Cases de Mar, un barri marítim que compta amb uns 1.415 veïns.
L'any 1876 se li concedir el títol de vila. També va obtenir els títols de «Vila Benèfica», concedit l'any 1902 pel rei d'Espanya Alfons XIII amb motiu de la construcció d'un asil benèfic (la Casa Benèfica), i el d'«Il·lustríssima Vila», concedit l'any 1909 -també per Alfons XIII- per la construcció sense cap ajut de l'Escola Nacional (actual Escola Ocata).
A final del segle xix, amb la creixent riquesa de la burgesia barcelonina, el Masnou fou triat per moltes famílies que hi estiuejaven. D'aquests temps n'han quedat importants cases d'estil modernista, un dels principals atractius de la vila.
Posteriorment es construí el port del Masnou, que no fou acabat fins arribats els primers ajuntaments democràtics. Actualment a més de l'allotjament de les embarcacions és un important punt d'oci nocturn, no només de caràcter municipal, sinó també comarcal. Juntament amb el port hi ha una de les platges més amples del Maresme, on sobresurt el Club Nàutic el Masnou, un dels principals clubs de Catalunya i Espanya quant a competicions i medalles.

## Demografia
| 1497 f | 1515 f | 1553 f | 1717 | 1787 | 1857  | 1877  | 1887  | 1900  | 1910  |
| ------ | ------ | ------ | ---- | ---- | ----- | ----- | ----- | ----- | ----- |
| -      | -      | -      | -    | -    | 3.933 | 4.250 | 3.188 | 3.396 | 3.487 |

| 1920  | 1930  | 1940  | 1950  | 1960  | 1970   | 1981   | 1990   | 1992   | 1994   |
| ----- | ----- | ----- | ----- | ----- | ------ | ------ | ------ | ------ | ------ |
| 3.873 | 4.604 | 4.970 | 5.098 | 6.091 | 10.410 | 14.430 | 18.040 | 18.640 | 18.640 |

| 1996   | 1998   | 2000   | 2002   | 2004   | 2006   | 2008   | 2010   | 2012   | 2014   |
| ------ | ------ | ------ | ------ | ------ | ------ | ------ | ------ | ------ | ------ |
| 20.387 | 20.794 | 21.076 | 21.220 | 21.196 | 21.833 | 22.066 | 22.536 | 22.550 | 22.742 |

| 2016   | 2018   | 2020   | 2022   | 2024   | 2026 | 2028 | 2030 | 2032 | 2034 |
| ------ | ------ | ------ | ------ | ------ | ---- | ---- | ---- | ---- | ---- |
| 23.119 | 23.340 | 23.831 | 23.829 | 24.479 | -    | -    | -    | -    | -    |

## Política
| Període      | Nom de l'alcalde/-essa     | Partit polític | Data de possessió |
| ------------ | -------------------------- | -------------- | ----------------- |
| 1979 - 1983  | Josep Azuara González      | CIU            | 19/04/1979        |
| 1983 - 1987  | Josep Azuara González      | CIU            | 28/05/1983        |
| 1987 - 1991  | Josep Azuara González      | CIU            | 30/06/1987        |
| 1991 - 1995  | Josep Azuara González      | CIU            | 15/06/1991        |
| 1995 - 1999  | Josep Azuara González      | CIU            | 17/06/1995        |
| 1999 - 2003  | Josep Azuara González      | CIU            | 03/07/1999        |
| 2003 - 2007  | Eduard Gisbert i Amat      | PSC-PSOE       | 14/06/2003        |
| 2007 - 2011  | Eduard Gisbert i Amat      | PSC-PSOE       | 16/06/2007        |
| 2011 - 2015  | Pere Parés i Rosés         | CIU            | 11/06/2011        |
| 2015 - 2019  | Jaume Oliveras i Maristany | ERC            | 13/06/2015        |
| 2019 - 2023  | Jaume Oliveras i Maristany | ERC            | 15/06/2019        |
| Des del 2023 | Jaume Oliveras i Maristany | ERC            | 17/06/2023        |

| Candidatura | Candidatura                          | Cap de llista              | Vots  | Regidors | % vots |
| ----------- | ------------------------------------ | -------------------------- | ----- | -------- | ------ |
|             | Esquerra Republicana de Catalunya    | Jaume Oliveras i Maristany | 2.528 | 6        | 25,61% |
|             | Fem Masnou                           | Sergi Amat Giró            | 1.707 | 4        | 17,29% |
|             | Partit dels Socialistes de Catalunya | Maria Llarás Vázquez       | 1.658 | 4        | 16,80% |
|             | Junts per Catalunya                  | Montserrat Real Izquierdo  | 1.454 | 4        | 14,73% |
|             | Partit Popular Català                | Antonio Marset Boza        | 772   | 2        | 7,82%  |
|             | En Comú Podem                        | Amadeu Quintana Jolonch    | 546   | 1        | 5,53%  |
|             | En blanc                             |                            | 175   | -        | 1,77%  |
|             | Nuls                                 |                            | 184   | -        | 1,83%  |
|             | Abstenció                            |                            | 8.119 | -        | 44,68% |
| Total       | Total                                |                            |       | 21       |        |

## Economia
L'agricultura masnovina té com a principal i gairebé únic actiu el conreu de la flor, especialment del clavell. La indústria, però, és més important, amb predomini de la tèxtil (gèneres de punt); però també hi ha indústria de la construcció, ceràmica, vidre i productes farmacèutics.
Els dimarts hi té lloc el mercat setmanal.

## Parcs i jardins

Panorama del parc de Vallmora.

Els parcs i jardins del Masnou sumen un total d'unes 15 hectàrees de verd urbà, i compten amb més de 4.000 arbres que conformen l'arbrat viari.
Els principals parcs de la ciutat són el parc de Vallmora, el parc del Llac i el parc de Caramar. Els principals jardins són els jardins de la Nimfa, els jardins de Can Malet, els jardins del Mil·lenari i els jardins de Lluís Milet.

## Cultura
La festa major se celebra per Sant Pere, el dia 29 de juny. Des de l'any 2015, aquesta porta per lema "Terra, Mar i Foc", en honor de la llegenda dels tres elements fundacionals del Masnou, els quals provenen d'unes nimfes. Aquesta llegenda és escenificada cada any mitjançant el pregó de la festa major que es fa a la platja d'Ocata. Durant la festa major, els actes més destacats són la trobada de gegants, el castell de focs, els nombrosos concerts i l'ofici en honor de Sant Pere.
En el marc de la festa major del 2019 va néixer la Novina, la bèstia festiva del Masnou nascuda de la terra, el mar i el foc. "Creada" per les tres nimfes durant el pregó, la bèstia representa una bèstia amb cos d'animal terrestre i marí que llença foc. El constructor de la figura fou Ramón de los Heros, de Badalona.
També se celebren el festival de curtmetratges Fastcurt durant el juliol i el festival internacional de circ Ple de Riure, durant el mateix mes. A l'abril se celebra l'aplec de la Sardana, tot i que cada mes es fa una ballada amb una cobla en directe. També destaquen les celebracions de la Fira de Santa Llúcia, la cursa de Sant Silvestre (la més antiga de Catalunya i la primera d'Espanya a introduir una cursa només per a dones), la perkutada...
El Masnou consta d'una colla gegantera. Els seus gegants són en Pere el Drapaire i n'Eulàlia Tallacolls. Fan 3,45 m d'alçada (ell) i 3,20 m (ella). Datats del 1939, van ser construïts al taller El Ingenio de Barcelona (els originals) i al taller Sarandaca de Granollers (les còpies). Duen els noms dels patrons de la vila. Els gegants duen el sobrenom de “Drapaire” i “Tallacolls” en homenatge a qui van ser els seus mecenes (Jaume Santigosa, que era drapaire, i la seva dona, que era modista i talla molt bé els colls de les camises). Gràcies a ells van existir els primers gegants a la vila del Masnou. La geganta Eulàlia va ser proclamada geganta pubilla del Maresme l'any 2003, fet pel qual el 2004 la Trobada dels Gegants del Maresme es desenvolupà al Masnou. Aquesta trobada fou especial, ja que s'estrenà la coreografia de la Dansa del Maresme, un ball que agrupa tots els gegants de la comarca i que només es balla un cop l'any.
El poble també gaudeix de la colla bastonera Ple de Cops, una agrupació sardanista, una colla de diables, una colla trabucaire i tres grups de percussió: New Drummers, Atabalats i Vatukem. A l'Espai escènic Ca n'Humet s'ha instal·lat un programa fix de teatre, en el que es representen obres de teatre, musicals, concerts...

## Gastronomia
Entre altres menjars característics del Masnou es troben:

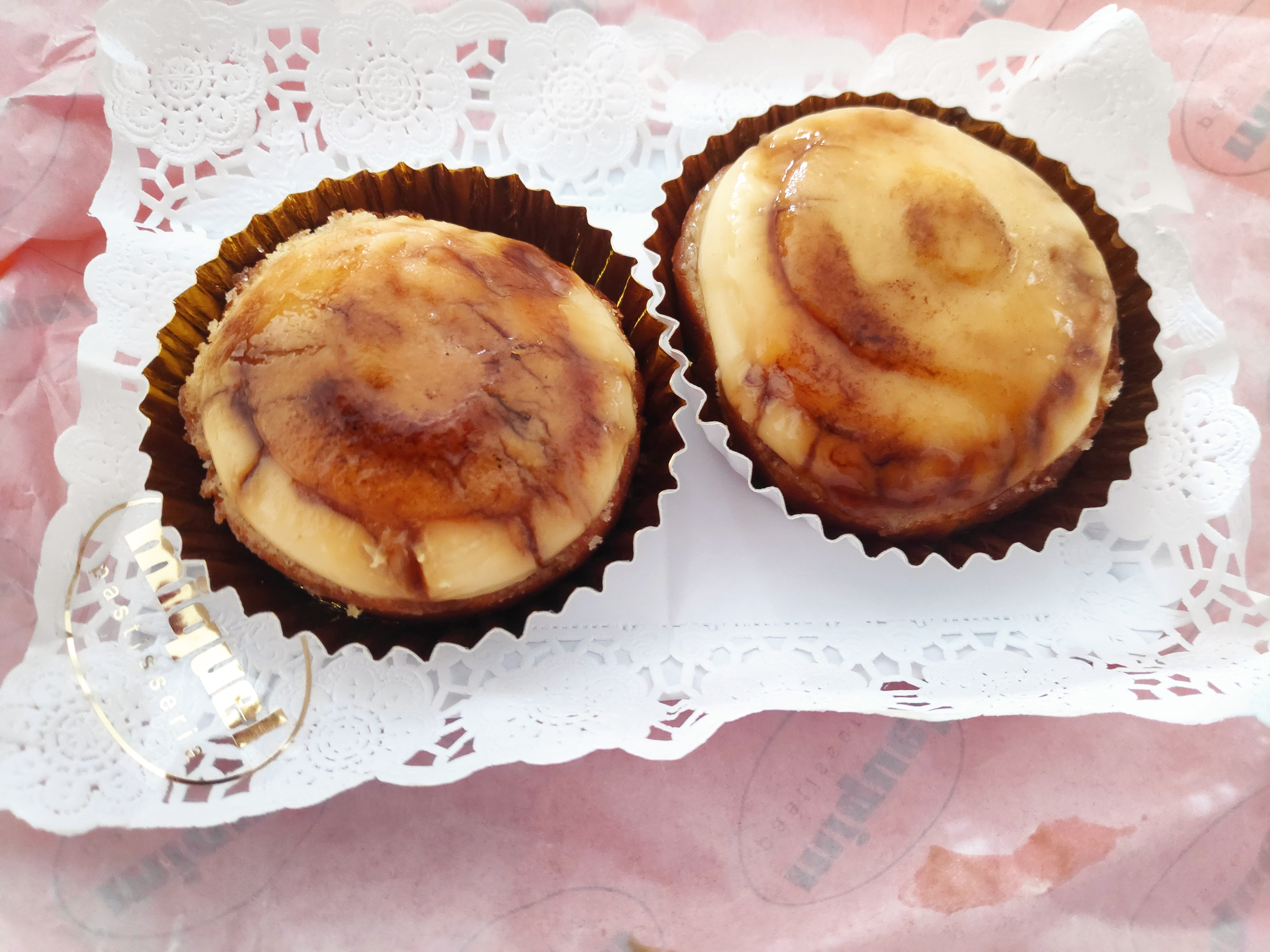
Masnovines, postres originaris del Masnou (El Maresme)

- Les Masnovines, postres a base de pa de pessic i crema cremada.
- El torró d'Ocata, torró trufat de Cointreau elaborat per la Pastisseria Miquel del Masnou, amb xocolata pura del 70%.
- Galetes de barco. Galetes fetes pels viatges a Amèrica durant l'època del comerç amb aquest continent.[5]

## Transports

### Transport públic

#### Tren
La població compta amb dues estacions de tren de la línia R1 de Rodalia de Barcelona (Rodalies de Catalunya, Renfe):
- Estació del Masnou
- Estació d'Ocata

#### Autobús
Els autobusos que donen servei a la població són tots operats per l'Empresa Casas, actualment del grup Moventis.
Hi ha quatre línies diürnes i dues de nocturnes.
- 849: Teià - El Masnou - Alella - Badalona (a l'hospital de Can Ruti)
- C10: Barcelona - Mataró (per la carretera N-II)
- C15: Teià - El Masnou (estació d'Ocata)
- C19: Servei urbà del Masnou
- N80: Barcelona - Mataró
- N81: Barcelona - Vilassar de Dalt

#### Taxi

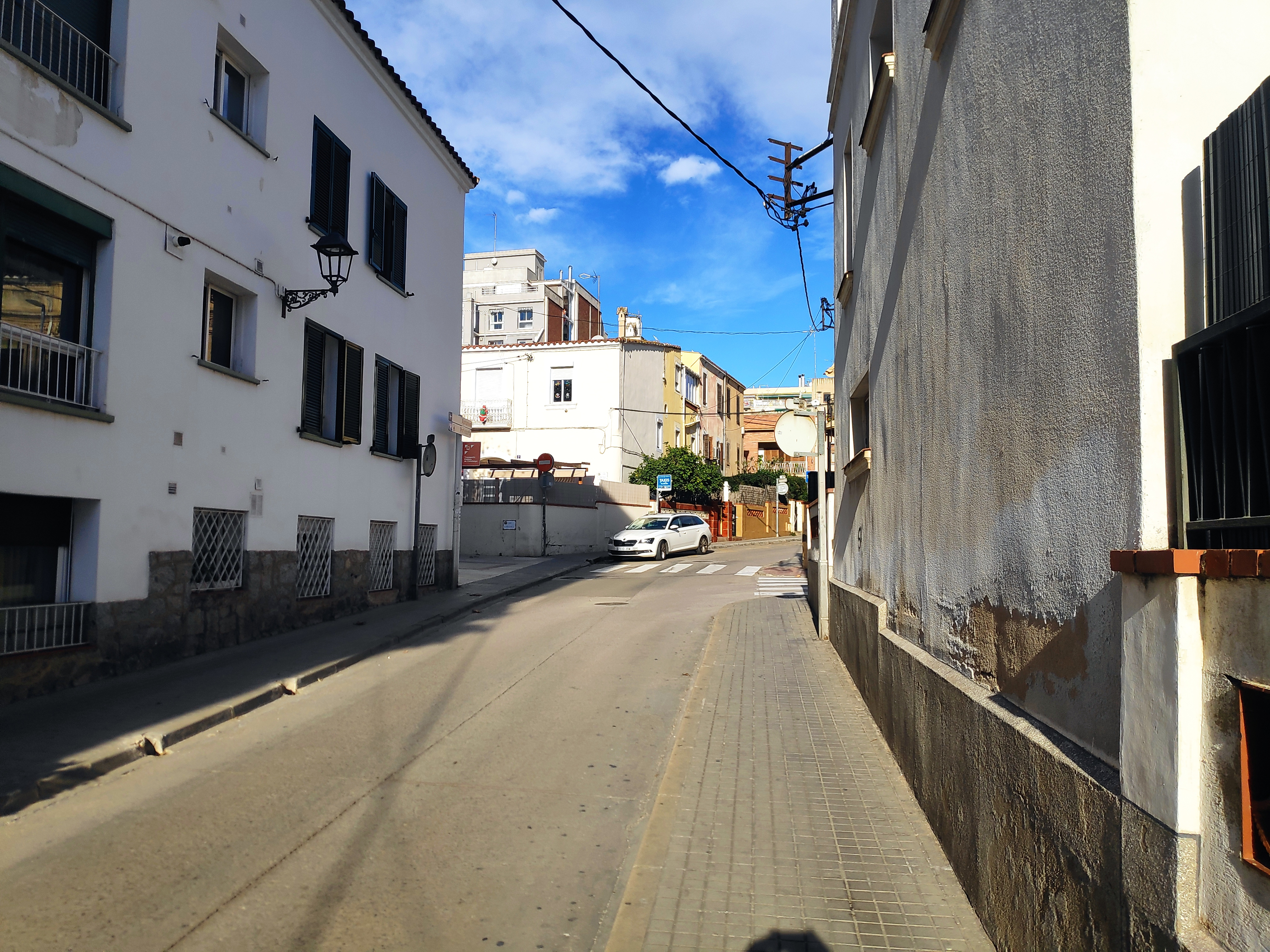
Parada de taxis al carrer Tomàs Vives del Masnou

Al Masnou hi ha dues parades de taxis. Una al carrer de Tomàs Vives, entre els carrers de Jaume I i Mestres Villà, i altra al Port esportiu, davant de l'estació de Renfe del Masnou.

### Carreteres i autopista
El terme municipal és creuat, de punta a punta, per la carretera N-II, que segueix la línia de la costa. Igualment l'autopista de peatge C-32 travessa tot el municipi. Aquestes dues vies representen els principals eixos de comunicació per a la població. També, però, destaquen dues carreteres que, partint del Masnou, comuniquen amb pobles de l'interior de la comarca. Una és la BV-5002, que porta fins a Granollers, passant per Alella, Vallromanes i Vilanova del Vallès i l'altra és la B-5026, que va fins a Teià.

## Llocs d'interès

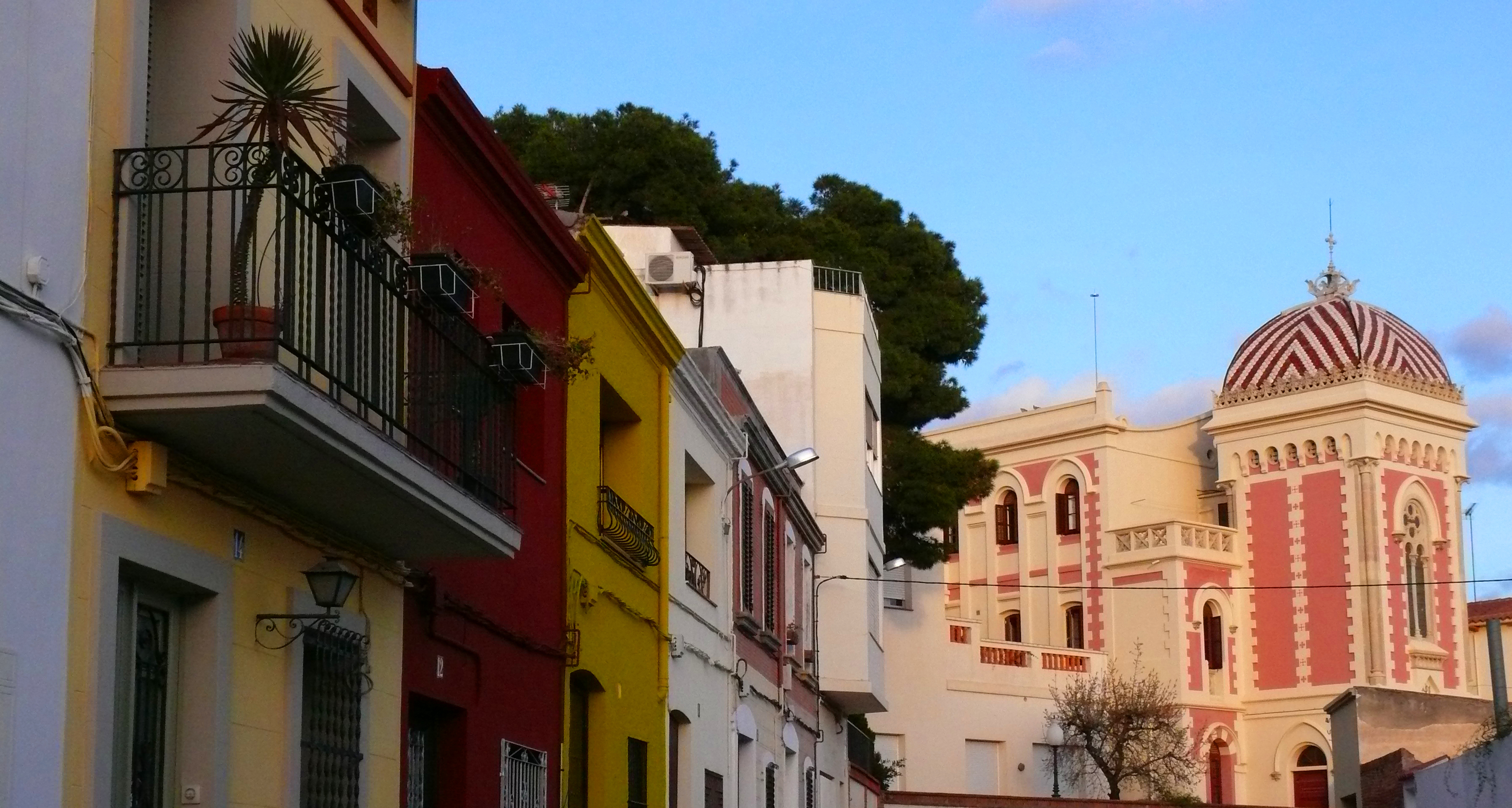
Cases de colors i Casa Benèfica al carrer de Buenos Aires

- Església de Sant Pere. Construïda entre 1760 i 1817.
- Casa de la Vila. D'estil neoclàssic, de Miquel Garriga i Roca.
- Casa del Marquès del Masnou. Construïda el 1902 per l'arquitecte Salvador Vinyals i Sabaté.
- El Casino. Edifici modernista amb elements eclèctics, de Bonaventura Bassegoda i Amigó.
- Casa Benèfica. Construïda el 1901 per l'arquitecte Gaietà Buïgas i Monravà.
- Casa del Marquès de la Manguera o Casa de Cultura. D'estil arabesc.
- Cementiri municipal. Conserva un important llegat escultòric, amb una important escultura de Josep Llimona i Bruguera.
- Museu Municipal de Nàutica del Masnou. Museu d'història local i, especialment, sobre la relació de la vila amb el mar.
- Museu Cusí de Farmàcia. Museu de titularitat privada, creat pel farmacèutic Joaquim Cusí i Fortunet.
- Jaciment arqueològic de Cal Ros de les Cabres. Jaciment de diverses èpoques que van des de l'edat del Ferro, ibèric final, ( 200 aC al 50 aC) al període romà Alt Imperi ( 14 dC al 192 dC).
- Jaciment arqueològic de Cal Perdut de Baix. Jaciment de l'edat del Ferro, ibèric final, romà Baix Imperi ( 200 aC al 476 dC ).
- Jaciment arqueològic de Can Teixidor. Jaciment de l'edat del Bronze final III ( 900 aC al 650 aC ), Romà República, romà Baix Imperi ( 218 aC al 476 dC ).
- Jaciment arqueològic de la Desembocadura del Torrent de l'Ase. Jaciment de l'edat del Ferro, ibèric final, romà Alt Imperi ( 100 aC al 100 dC).

## Fills i filles il·lustres
Categoria principal: Masnovins
- Joan Mirambell i Bertran (1796-1862), capità que va reobrir el comerç amb l'Uruguai després de la independència d'aquest país.
- Antoni Llampallas i Alsina (1855-1923), notari i delegat per la Unió Catalanista a l'Assemblea de Manresa (1892).
- Fèlix Oliver (1856-1932), pioner del cinema a l'Uruguai.
- Tomàs Mirambell i Maristany (1863-1947) capità mercant i empresari establert a Vigo.
- Lluís Millet i Pagès (1867-1941), músic fundador de l'Orfeó Català.
- Rosa Sensat i Vilà (1873-1961), pedagoga.
- Josep Duran i Maristany (1878-1956), capità i comerciant fundador de la ciutat de Durán (Equador).
- Florenci Cuairan i Blas (1895-1972), escultor.
- Rafael Bert i Fàbregas (1901-1987), músic.
- Eduard Domènech Farré (1917-1962), pintor.
- Iago Pericot i Jordi Pericot (1929 i 1931), artistes.
- Jordi Pagans i Monsalvatje (1932-2017), pintor figuratiu contemporani. Cosí del compositor de música clàssica Xavier Montsalvatge i Bassols.
- Artur Auladell i Alfaro (1938), jugador de bàsquet Joventut i Mataró, 28 vegades internacional amb Espanya.
- Bruno Saltor i Grau (1980-), futbolista.
- Ricard Rubio i Vives (1990-), jugador de bàsquet.